# Konrad Tockler
Konrad Tockler, auch Conrad Tockler oder Conrad Töckler, lat. Conradus Noricus (* ca. 1470 in Nürnberg; † 10. Juni 1530 in Leipzig), war Arzt, Mathematiker, Astronom und Schriftsteller.
Nach Studium und Promotion an der Universität Leipzig war er ab 1512 ebenda Professor der Medizin, danach wurde er im selben Jahr auch Rektor der Akademie. Neben der Medizin beschäftigte er sich intensiv mit Mathematik und Astrologie. 1503 erschien eine Abhandlung über Arithmetik in Leipzig, seine iatromathematischen Publikationen – Aderlasstafeln und Kalender medizinisch-astrologischen Inhalts – wurden neben Leipzig auch in seiner Geburtsstadt Nürnberg gedruckt. Er gab außerdem die Sphären des Johannes de Sacrobosco sowie Das Buch über die Sonne von Marsilio Ficino neu heraus.

## Werke
- Preclari oratoris et philosophi Marsilii Ficini Libellus de Sole. Leipzig 1502.
- Textus Arithmetice communis. Leipzig (Martin Landsberg) 1503.
- Commentatio Arithmetice communis. Leipzig (Martin Landsberg) 1503.
- Textus Spere materialis Joa[n]nis de Sacrobusto cum lectura Magistri Conradi Norici in florentissimo Lipsensi gymnasio nuper exarata. Leipzig (Martin Landsberg) 1503.
- Practica deutzsch Conradi Norici nach der geburt christi auff das tausentfunfhundert und funf Jar. Leipzig (Martin Landsberg) 1504.
- Canones ad inveniendum ciclum solarem lunarem, indictionalem, intervallum, concurrentes, festa mobilia, et ea quae ab ecclesia Rhomana, appropriato instrumento expressa, magis sunt observata. Leipzig (Martinus Herbipolensis) 1511.